# Műkorcsolya-csapatverseny a 2018. évi téli olimpiai játékokon
A 2018. évi téli olimpiai játékokon a műkorcsolya-csapatversenyt február 9. és 12. között rendezték. Az aranyérmet a kanadai csapat nyerte. Magyar csapat nem vett részt a versenyben.
A versenyszámban tíz nemzet szerepelt.

## Eseménynaptár
Az időpontok helyi idő szerint (UTC+9), zárójelben magyar idő szerint (UTC+1) olvashatóak.
| Dátum       | Időpont      | Forduló                |
| ----------- | ------------ | ---------------------- |
| február 9.  | 10:00 (2:00) | férfi rövid program    |
| február 9.  | 11:45 (3:45) | páros rövid program    |
| február 11. | 10:00 (2:00) | jégtánc rövid program  |
| február 11. | 11:45 (3:45) | női rövid program      |
| február 11. | 13:40 (5:40) | páros szabad program   |
| február 12. | 10:00 (2:00) | férfi szabad program   |
| február 12. | 11:10 (3:10) | női szabad program     |
| február 12. | 12:20 (4:20) | jégtánc szabad program |

## Résztvevők
- RP – rövid program
- SzP – szabad program

A szabad programba bejutott öt csapat mindegyike legfeljebb két számban cserélhetett versenyzőt.
| Nemzet                           | Férfi                              | Női                                             | Páros                                                                                    | Jégtánc                                           |
| -------------------------------- | ---------------------------------- | ----------------------------------------------- | ---------------------------------------------------------------------------------------- | ------------------------------------------------- |
| Kanada (CAN)                     | Patrick Chan (RP, SzP)             | Kaetlyn Osmond (RP) Gabrielle Daleman (SzP)     | Megan Duhamel / Eric Radford (RP, SzP)                                                   | Tessa Virtue / Scott Moir (RP, SzP)               |
| Kína (CHN)                       | Yan Han (RP)                       | Li Xiangning (RP)                               | Yu Xiaoyu / Zhang Hao (RP)                                                               | Wang Shiyue / Liu Xinyu (RP)                      |
| Franciaország (FRA)              | Chafik Besseghier (RP)             | Maé-Bérénice Méité (RP)                         | Vanessa James / Morgan Cipres (RP)                                                       | Marie-Jade Lauriault / Romain Le Gac (RP)         |
| Izrael (ISR)                     | Alexei Bychenko (RP)               | Aimee Buchanan (RP)                             | Paige Conners / Evgeni Krasnopolski (RP)                                                 | Adel Trankova / Ronald Zilberberg (RP)            |
| Olaszország (ITA)                | Matteo Rizzo (RP, SzP)             | Carolina Kostner (RP, SzP)                      | Nicole Della Monica / Matteo Guarise (RP) Valentina Marchei / Ondřej Hotárek (SzP)       | Anna Cappellini / Luca Lanotte (RP, SzP)          |
| Japán (JPN)                      | Shoma Uno (RP) Keiji Tanaka (SzP)  | Satoko Miyahara (RP) Kaori Sakamoto (SzP)       | Miu Suzaki / Ryuichi Kihara (RP, SzP)                                                    | Kana Muramoto / Chris Reed (RP, SzP)              |
| Németország (GER)                | Paul Fentz (RP)                    | Nicole Schott (RP)                              | Aliona Savchenko / Bruno Massot (RP)                                                     | Kavita Lorenz / Joti Polizoakis (RP)              |
| Olimpikonok Oroszországból (OAR) | Mihail Koljada (RP, SzP)           | Jevgenyija Medvegyeva (RP) Alina Zagitova (SzP) | Jevgenyija Taraszova / Vlagyimir Morozov (RP) Natalja Zabijako / Alekszandr Enbert (SzP) | Jekatyerina Bobrova / Dmitrij Szolovjov (RP, SzP) |
| Dél-Korea (KOR)                  | Cha Jun-hwan (RP)                  | Choi Dabin (RP)                                 | Kim Kyu-eun / Alex Kangchan Kam (RP)                                                     | Yura Min / Alexander Gamelin (RP)                 |
| Egyesült Államok (USA)           | Nathan Chen (RP) Adam Rippon (SzP) | Bradie Tennell (RP) Mirai Nagasu (SzP)          | Alexa Scimeca Knierim / Chris Knierim (RP, SzP)                                          | Maia Shibutani / Alex Shibutani (RP, SzP)         |

## Eredmények
Versenyszámonként a helyezések alapján pontokat kaptak versenyzők. Az adott nemzet versenyzőire vonatkozó összesített pontszám határozta meg a végeredményt.

### Rövid program

#### Férfi egyéni
| Hely. | Versenyző         | Nemzet                           | Össz.  | Tech. | Prog. | Kk.  | Átm. | Előad. | Kor. | Kif. | Lev. | S  | Pont |
| ----- | ----------------- | -------------------------------- | ------ | ----- | ----- | ---- | ---- | ------ | ---- | ---- | ---- | -- | ---- |
| 1.    | Shoma Uno         | Japán (JPN)                      | 103,25 | 56,64 | 46,61 | 9,36 | 9,25 | 9,25   | 9,39 | 9,36 | 0,00 | 10 | 10   |
| 2.    | Oleksii Bychenko  | Izrael (ISR)                     | 88,49  | 47,59 | 40,90 | 8,07 | 7,82 | 8,43   | 8,29 | 8,29 | 0,00 | 7  | 9    |
| 3     | Patrick Chan      | Kanada (CAN)                     | 81,66  | 38,56 | 45,10 | 9,21 | 9,07 | 8,50   | 9,14 | 9,18 | 2,00 | 6  | 8    |
| 4.    | Nathan Chen       | Egyesült Államok (USA)           | 80,61  | 37,73 | 43,88 | 8,89 | 8,75 | 8,46   | 8,96 | 8,82 | 1,00 | 8  | 7    |
| 5.    | Matteo Rizzo      | Olaszország (ITA)                | 77,77  | 40,60 | 37,17 | 7,39 | 7,18 | 7,64   | 7,50 | 7,46 | 0,00 | 5  | 6    |
| 6.    | Cha Jun-hwan      | Dél-Korea (KOR)                  | 77,70  | 40,71 | 36,99 | 7,46 | 7,25 | 7,46   | 7,46 | 7,36 | 0,00 | 1  | 5    |
| 7.    | Yan Han           | Kína (CHN)                       | 77,10  | 38,28 | 40,82 | 8,46 | 8,07 | 7,71   | 8,29 | 8,29 | 2,00 | 4  | 4    |
| 8.    | Mihail Koljada    | Olimpikonok Oroszországból (OAR) | 74,36  | 33,75 | 42,61 | 8,75 | 8,31 | 8,11   | 8,75 | 8,61 | 2,00 | 9  | 3    |
| 9.    | Paul Fentz        | Németország (GER)                | 66,32  | 34,54 | 33,78 | 6,96 | 6,61 | 6,39   | 7,00 | 6,82 | 2,00 | 2  | 2    |
| 10.   | Chafik Besseghier | Franciaország (FRA)              | 61,06  | 26,93 | 34,13 | 6,96 | 6,50 | 6,71   | 6,96 | 7,00 | 0,00 | 3  | 1    |

#### Páros
| Hely. | Versenyző                                | Nemzet                           | Össz. | Tech. | Prog. | Kk.  | Átm. | Előad. | Kor. | Kif. | Lev. | S  | Pont |
| ----- | ---------------------------------------- | -------------------------------- | ----- | ----- | ----- | ---- | ---- | ------ | ---- | ---- | ---- | -- | ---- |
| 1.    | Jevgenyija Taraszova / Vlagyimir Morozov | Olimpikonok Oroszországból (OAR) | 80,92 | 43,78 | 37,14 | 9,43 | 9,07 | 9,39   | 9,32 | 9,21 | 0,00 | 10 | 10   |
| 2.    | Meagan Duhamel / Eric Radford            | Kanada (CAN)                     | 76,57 | 41,08 | 35,49 | 8,82 | 8,71 | 9,00   | 8,96 | 8,86 | 0,00 | 8  | 9    |
| 3.    | Aliona Savchenko / Bruno Massot          | Németország (GER)                | 75,36 | 39,33 | 37,03 | 9,21 | 9,18 | 9,21   | 9,36 | 9,32 | 1,00 | 9  | 8    |
| 4.    | Alexa Scimeca Knierim / Chris Knierim    | Egyesült Államok (USA)           | 69,75 | 38,41 | 31,34 | 7,86 | 7,57 | 7,96   | 7,89 | 7,89 | 0,00 | 4  | 7    |
| 5.    | Yu Xiaoyu / Csang Hao                    | Kína (CHN)                       | 69,17 | 37,20 | 32,97 | 8,29 | 8,14 | 8,07   | 8,43 | 8,29 | 1,00 | 5  | 6    |
| 6.    | Vanessa James / Morgan Ciprès            | Franciaország (FRA)              | 68,49 | 34,66 | 33,83 | 8,46 | 8,39 | 8,29   | 8,57 | 8,57 | 0,00 | 7  | 5    |
| 7.    | Nicole Della Monica / Matteo Guarise     | Olaszország (ITA)                | 67,62 | 35,73 | 31,89 | 7,93 | 7,71 | 8,04   | 8,07 | 8,11 | 0,00 | 6  | 4    |
| 8.    | Miu Suzaki / Ryuichi Kihara              | Japán (JPN)                      | 57,42 | 32,13 | 25,29 | 6,54 | 6,07 | 6,39   | 6,25 | 6,36 | 0,00 | 3  | 3    |
| 9.    | Paige Conners / Evgeni Krasnopolski      | Izrael (ISR)                     | 54,47 | 30,70 | 24,77 | 6,25 | 5,96 | 6,25   | 6,39 | 6,11 | 1,00 | 2  | 2    |
| 10.   | Kim Kyu-eun / Alex Kam                   | Dél-Korea (KOR)                  | 52,10 | 27,70 | 24,40 | 6,18 | 5,82 | 6,21   | 6,18 | 6,11 | 0,00 | 1  | 1    |

#### Jégtánc
| Hely. | Versenyző                               | Nemzet                           | Össz. | Tech. | Prog. | Kk.  | Átm. | Előad. | Kor. | Kif. | Lev. | S  | Pont |
| ----- | --------------------------------------- | -------------------------------- | ----- | ----- | ----- | ---- | ---- | ------ | ---- | ---- | ---- | -- | ---- |
| 1.    | Tessa Virtue / Scott Moir               | Kanada (CAN)                     | 80,51 | 41,61 | 38,90 | 9,61 | 9,54 | 9,86   | 9,79 | 9,82 | 0,00 | 9  | 10   |
| 2.    | Maia Shibutani / Alex Shibutani         | Egyesült Államok (USA)           | 75,46 | 38,42 | 37,04 | 9,32 | 9,11 | 9,29   | 9,36 | 9,21 | 0,00 | 7  | 9    |
| 3.    | Jekatyerina Bobrova / Dmitrij Szolovjov | Olimpikonok Oroszországból (OAR) | 74,76 | 38,11 | 36,65 | 9,14 | 9,00 | 9,18   | 9,29 | 9,21 | 0,00 | 10 | 8    |
| 4.    | Anna Cappellini / Luca Lanotte          | Olaszország (ITA)                | 72,51 | 37,31 | 36,20 | 8,89 | 8,71 | 9,29   | 9,07 | 9,29 | 1,00 | 8  | 7    |
| 5.    | Kana Muramoto / Chris Reed              | Japán (JPN)                      | 62,15 | 32,17 | 29,98 | 7,54 | 7,32 | 7,46   | 7,57 | 7,57 | 0,00 | 6  | 6    |
| 6.    | Marie-Jade Lauriault / Romain Le Gac    | Franciaország (FRA)              | 57,94 | 29,08 | 28,86 | 7,25 | 7,11 | 7,21   | 7,25 | 7,25 | 0,00 | 5  | 5    |
| 7.    | Wang Shiyue / Liu Xinyu                 | Kína (CHN)                       | 56,98 | 27,75 | 29,23 | 7,29 | 7,11 | 7,39   | 7,39 | 7,36 | 0,00 | 4  | 4    |
| 8.    | Kavita Lorenz / Joti Polizoakis         | Németország (GER)                | 56,88 | 28,97 | 27,91 | 6,96 | 6,75 | 7,04   | 7,14 | 7,00 | 0,00 | 2  | 3    |
| 9.    | Yura Min / Alexander Gamelin            | Dél-Korea (KOR)                  | 51,97 | 24,88 | 27,09 | 6,79 | 6,54 | 6,82   | 6,89 | 6,82 | 0,00 | 3  | 2    |
| 10.   | Adel Trankova / Ronald Zilberberg       | Izrael (ISR)                     | 44,61 | 22,32 | 22,29 | 5,57 | 5,50 | 5,57   | 5,75 | 5,46 | 0,00 | 1  | 1    |

#### Női egyéni
| Hely. | Versenyző             | Nemzet                           | Össz. | Tech. | Prog. | Kk.  | Átm. | Előad. | Kor. | Kif. | Lev. | S  | Pont |
| ----- | --------------------- | -------------------------------- | ----- | ----- | ----- | ---- | ---- | ------ | ---- | ---- | ---- | -- | ---- |
| 1.    | Jevgenyija Medvegyeva | Olimpikonok Oroszországból (OAR) | 81,06 | 42,83 | 38,23 | 9,54 | 9,43 | 9,57   | 9,57 | 9,68 | 0,00 | 10 | 10   |
| 2.    | Carolina Kostner      | Olaszország (ITA)                | 75,10 | 36,96 | 38,14 | 9,54 | 9,32 | 9,50   | 9,68 | 9,64 | 0,00 | 7  | 9    |
| 3.    | Kaetlyn Osmond        | Kanada (CAN)                     | 71,33 | 35,10 | 36,28 | 9,11 | 8,89 | 8,96   | 9,18 | 9,21 | 0,00 | 9  | 8    |
| 4.    | Satoko Miyahara       | Japán (JPN)                      | 68,95 | 34,33 | 34,62 | 8,71 | 8,39 | 8,71   | 8,68 | 8,79 | 0,00 | 8  | 7    |
| 5.    | Bradie Tennell        | Egyesült Államok (USA)           | 68,94 | 38,94 | 30,00 | 7,54 | 7,29 | 7,68   | 7,54 | 7,46 | 0,00 | 3  | 6    |
| 6.    | Choi Da-bin           | Dél-Korea (KOR)                  | 65,73 | 37,16 | 28,57 | 7,29 | 6,79 | 7,29   | 7,18 | 7,18 | 0,00 | 6  | 5    |
| 7.    | Li Xiangning          | Kína (CHN)                       | 58,62 | 32,65 | 25,97 | 6,61 | 6,14 | 6,64   | 6,46 | 6,61 | 0,00 | 2  | 4    |
| 8.    | Nicole Schott         | Németország (GER)                | 55,32 | 29,35 | 26,97 | 6,89 | 6,50 | 6,64   | 6,86 | 6,82 | 1,00 | 5  | 3    |
| 9.    | Maé-Bérénice Méité    | Franciaország (FRA)              | 46,62 | 22,79 | 24,83 | 6,29 | 6,00 | 6,04   | 6,32 | 6,39 | 1,00 | 4  | 2    |
| 10.   | Aimee Buchanan        | Izrael (ISR)                     | 46,30 | 25,07 | 21,23 | 5,32 | 4,96 | 5,36   | 5,39 | 5,50 | 0,00 | 1  | 1    |

### Szabad program
A rövid programot követően a legjobb öt csapat versenyzői szerepelhettek a szabad programban.

#### Páros
| Hely. | Versenyző                             | Nemzet                           | Össz.  | Tech. | Prog. | Kk.  | Átm. | Előad. | Kor. | Kif. | Lev. | S | Pont |
| ----- | ------------------------------------- | -------------------------------- | ------ | ----- | ----- | ---- | ---- | ------ | ---- | ---- | ---- | - | ---- |
| 1.    | Meagan Duhamel / Eric Radford         | Kanada (CAN)                     | 148,51 | 77,26 | 71,25 | 8,96 | 8,79 | 8,96   | 8,93 | 8,89 | 0,00 | 4 | 10   |
| 2.    | Valentina Marchei / Ondřej Hotárek    | Olaszország (ITA)                | 138,44 | 72,02 | 67,42 | 8,18 | 8,21 | 8,54   | 8,64 | 8,57 | 1,00 | 2 | 9    |
| 3.    | Natalja Zabijako / Alekszandr Enbert  | Olimpikonok Oroszországból (OAR) | 133,28 | 68,06 | 66,22 | 8,39 | 8,07 | 8,18   | 8,39 | 8,36 | 1,00 | 5 | 8    |
| 4.    | Alexa Scimeca Knierim / Chris Knierim | Egyesült Államok (USA)           | 126,56 | 64,82 | 62,74 | 7,82 | 7,68 | 7,82   | 7,96 | 7,93 | 1,00 | 3 | 7    |
| 5.    | Miu Suzaki / Ryuichi Kihara           | Japán (JPN)                      | 97,67  | 49,24 | 49,43 | 6,39 | 5,93 | 6,04   | 6,29 | 6,25 | 1,00 | 1 | 6    |

#### Férfi egyéni
| Hely. | Versenyző      | Nemzet                           | Össz.  | Tech. | Prog. | Kk.  | Átm. | Előad. | Kor. | Kif. | Lev. | S | Pont |
| ----- | -------------- | -------------------------------- | ------ | ----- | ----- | ---- | ---- | ------ | ---- | ---- | ---- | - | ---- |
| 1.    | Patrick Chan   | Kanada (CAN)                     | 179,75 | 87,67 | 93,08 | 9,50 | 9,29 | 8,93   | 9,39 | 9,43 | 1,00 | 4 | 10   |
| 2.    | Mihail Koljada | Olimpikonok Oroszországból (OAR) | 173,57 | 88,35 | 86,22 | 8,82 | 8,43 | 8,61   | 8,57 | 8,68 | 1,00 | 1 | 9    |
| 3.    | Adam Rippon    | Egyesült Államok (USA)           | 172,98 | 86,20 | 86,78 | 8,61 | 8,39 | 8,82   | 8,75 | 8,85 | 0,00 | 3 | 8    |
| 4.    | Matteo Rizzo   | Olaszország (ITA)                | 156,11 | 78,77 | 77,34 | 7,64 | 7,39 | 8,18   | 7,71 | 7,75 | 0,00 | 2 | 7    |
| 5.    | Keiji Tanaka   | Japán (JPN)                      | 148,36 | 72,02 | 77,34 | 8,00 | 7,57 | 7,50   | 7,96 | 7,64 | 1,00 | 5 | 6    |

#### Női egyéni
| Hely. | Versenyző         | Nemzet                           | Össz.  | Tech. | Prog. | Kk.  | Átm. | Előad. | Kor. | Kif. | Lev. | S | Pont |
| ----- | ----------------- | -------------------------------- | ------ | ----- | ----- | ---- | ---- | ------ | ---- | ---- | ---- | - | ---- |
| 1.    | Alina Zagitova    | Olimpikonok Oroszországból (OAR) | 158,08 | 83,06 | 75,02 | 9,21 | 9,29 | 9,57   | 9,39 | 9,43 | 0,00 | 5 | 10   |
| 2.    | Mirai Nagasu      | Egyesült Államok (USA)           | 137,53 | 73,38 | 64,15 | 8,25 | 7,64 | 8,32   | 7,89 | 8,00 | 0,00 | 1 | 9    |
| 3.    | Gabrielle Daleman | Kanada (CAN)                     | 137,14 | 68,86 | 68,28 | 8,71 | 8,18 | 8,71   | 8,50 | 8,57 | 0,00 | 3 | 8    |
| 4.    | Carolina Kostner  | Olaszország (ITA)                | 134,00 | 59,73 | 74,27 | 9,39 | 9,07 | 9,00   | 9,46 | 9,50 | 0,00 | 4 | 7    |
| 5.    | Kaori Sakamoto    | Japán (JPN)                      | 131,91 | 65,51 | 66,40 | 8,32 | 8,11 | 8,32   | 8,39 | 8,36 | 0,00 | 2 | 6    |

#### Jégtánc
| Hely. | Versenyző                               | Nemzet                           | Össz.  | Tech. | Prog. | Kk.  | Átm. | Előad. | Kor. | Kif. | Lev. | S | Pont |
| ----- | --------------------------------------- | -------------------------------- | ------ | ----- | ----- | ---- | ---- | ------ | ---- | ---- | ---- | - | ---- |
| 1.    | Tessa Virtue / Scott Moir               | Kanada (CAN)                     | 118,10 | 59,25 | 58,85 | 9,61 | 9,61 | 9,93   | 9,93 | 9,96 | 0,00 | 5 | 10   |
| 2.    | Maia Shibutani / Alex Shibutani         | Egyesült Államok (USA)           | 112,01 | 56,41 | 55,60 | 9,32 | 9,18 | 9,36   | 9,18 | 9,29 | 0,00 | 4 | 9    |
| 3.    | Jekatyerina Bobrova / Dmitrij Szolovjov | Olimpikonok Oroszországból (OAR) | 110,43 | 54,72 | 55,71 | 9,21 | 9,11 | 9,36   | 9,36 | 9,39 | 0,00 | 3 | 8    |
| 4.    | Anna Cappellini / Luca Lanotte          | Olaszország (ITA)                | 107,00 | 52,70 | 54,30 | 8,96 | 8,79 | 9,07   | 9,14 | 9,29 | 0,00 | 2 | 7    |
| 5.    | Kana Muramoto / Chris Reed              | Japán (JPN)                      | 87,88  | 44,69 | 44,19 | 7,32 | 7,29 | 7,14   | 7,68 | 7,39 | 1,00 | 1 | 6    |

### Összesítés
| Helyezés | Nemzet                           | F-RP | P-RP | J-RP | N-RP | P-SzP   | F-SzP   | N-SzP   | J-SzP   | Pont |
| -------- | -------------------------------- | ---- | ---- | ---- | ---- | ------- | ------- | ------- | ------- | ---- |
| Arany    | Kanada (CAN)                     | 8    | 9    | 10   | 8    | 10      | 10      | 8       | 10      | 73   |
| Ezüst    | Olimpikonok Oroszországból (OAR) | 3    | 10   | 8    | 10   | 8       | 9       | 10      | 8       | 66   |
| Bronz    | Egyesült Államok (USA)           | 7    | 7    | 9    | 6    | 7       | 8       | 9       | 9       | 62   |
| 4.       | Olaszország (ITA)                | 6    | 4    | 7    | 9    | 9       | 7       | 7       | 7       | 56   |
| 5.       | Japán (JPN)                      | 10   | 3    | 6    | 7    | 6       | 6       | 6       | 6       | 50   |
| 6.       | Kína (CHN)                       | 4    | 6    | 4    | 4    | kiesett | kiesett | kiesett | kiesett | 18   |
| 7.       | Németország (GER)                | 2    | 8    | 3    | 3    | kiesett | kiesett | kiesett | kiesett | 16   |
| 8.       | Izrael (ISR)                     | 9    | 2    | 1    | 1    | kiesett | kiesett | kiesett | kiesett | 13   |
| 9.       | Dél-Korea (KOR)                  | 5    | 1    | 2    | 5    | kiesett | kiesett | kiesett | kiesett | 13   |
| 10.      | Franciaország (FRA)              | 1    | 5    | 5    | 2    | kiesett | kiesett | kiesett | kiesett | 13   |